# Buket Jeurat Manyang
Buket Jeurat Manyang is een bestuurslaag in het regentschap Aceh Utara van de provincie Atjeh, Indonesië. Buket Jeurat Manyang telt 1170 inwoners (volkstelling 2010).